# José Ramón Barreto
Pour les articles homonymes, voir Barreto.
José Ramón Barreto est un acteur et chanteur vénézuélien, né à Caracas le 2 août 1992.

## Télévision

### Telenovelas
- 2006 : Túkiti, crecí de una (RCTV) - Jefferson
- 2008 : La trepadora (RCTV) - Chabeto
- 2009 : Calle Luna, Calle Sol (RCTV) - Francisco José Rodríguez Rodríguez "Cheo"
- 2010 - 2011 : La Banda (Boomerang Amérique Latine) - Jhonny
- 2011 : El árbol de Gabriel (Venevisión) - Deibis Arriaga
- 2014 : Corazón esmeralda (Venevisión) - Miguel de Jesús Blanco
- 2019 : Bolívar (Caracol Televisíon) - Simón Bolívar
- 2022 : Canto para no llorar

([Caracol televisíon]) - Wilfredo Hurtado